# Paradrymonia longipetiolata
Paradrymonia longipetiolata là một loài thực vật có hoa trong họ Tai voi. Loài này được (Donn. Sm.) Wiehler mô tả khoa học đầu tiên năm 1995.